# Leto Chini

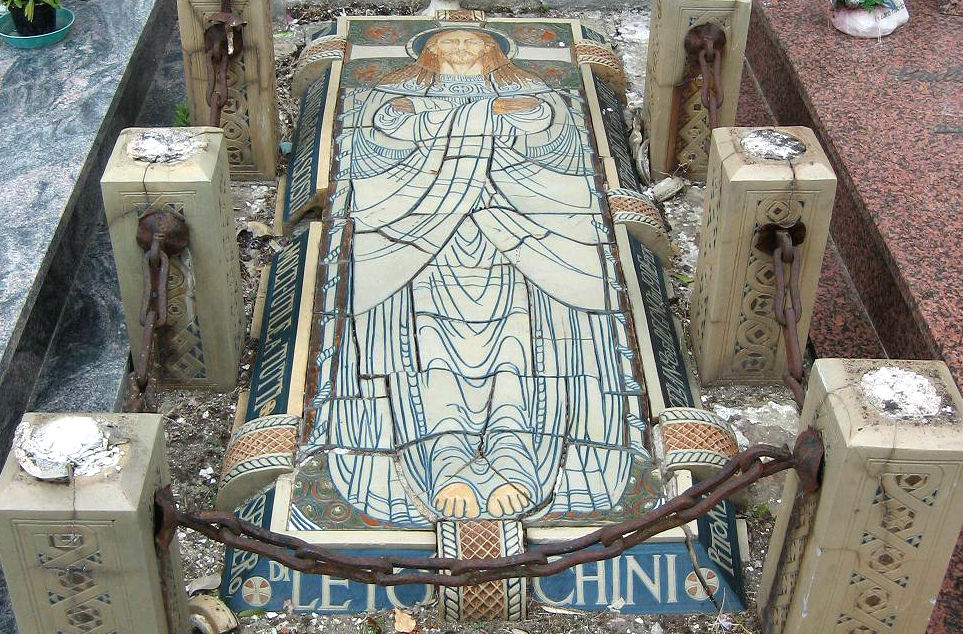
Loculo di Leto Chini nel cimitero di Scarperia

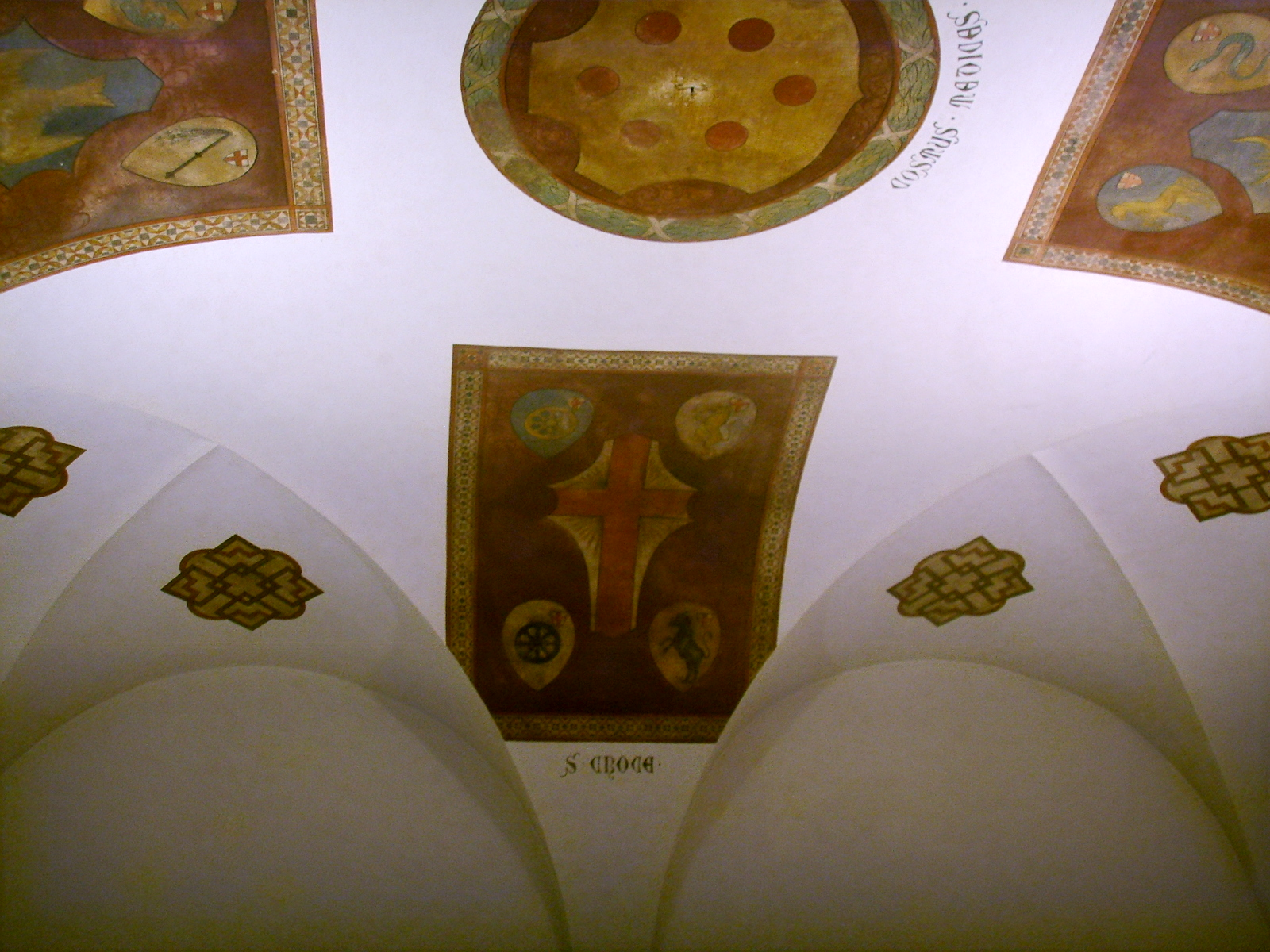
Decorazioni all'interno della villa di Cafaggiolo con Stemmi dei quartieri di Firenze

Leto Chini (1843 – 1910) è stato un pittore, decoratore e restauratore italiano.

## Biografia
Leto Chini nasce nel 1843 e fu l’ultimo figlio di Pietro Alessio Chini. Nel 1871-72 affiancherà  il padre e i fratelli Tito e Dario nella decorazione del teatro Giotto a Borgo San Lorenzo. Negli anni 1875-76 restaurerà la Pieve e di San Lorenzo e nel periodo che va dal 1886 al 1887,  insieme al fratello Dario, la  Villa Medicea di Cafaggiolo. Nelle sale del piano terreno dipingono decorazioni araldiche in stile quattrocentesco. Tale commissione fu dovuta al proprietario Marcantonio Borghese il quale lo inviterà a lavorare anche fuori dal Mugello, principalmente a Roma, Firenze, Pisa, Gubbio. Nel Mugello lavorerà anche nella Chiesa di Santa Felicita a Faltona e nel Convento dei cappuccini di San Carlo affiancato dal nipote Dino. Nel 1909 lavorerà anche nella Chiesa di Santa Maria in Acone. Muore nel 1910 e verrà sepolto nel cimitero di Scarperia.  La sua tomba, oggetto di un recente restauro fu realizzata dalla stessa Manifattura ceramica "Fornaci San Lorenzo". 